# Urdolmen von Trebenow
Der Urdolmen von Trebenow (auch Hünenstein genannt) liegt etwa 15 Kilometer nördlich von Prenzlau in einer Grundmoränenlandschaft des Uckertales; etwa 700 m südöstlich der Dorfkirche, unmittelbar vor dem südlichen Ortseingang von Trebenow. Trebenow ist ein Teil der Gemeinde Uckerland in Brandenburg. Die Anlage entstand zwischen 3500 und 2800 v. Chr. als Megalithanlage der Trichterbecherkultur (TBK). Der Urdolmen trägt die Sprockhoff-Nr. 455.
Die Megalithanlage aus Granitfindlingen ist nahezu Nord-Süd-orientiert. Die Kammer liegt in einem flachen Rundhügel. Die Tragsteine an den Langseiten liegen auf ihrer längsten Schmalseite. Im Norden wird die Kammer durch den Endstein begrenzt. Die Länge der Seitensteine beträgt 2,3 und 1,9 m; Die Steine ragen 0,7 bis 0,8 m aus dem Boden und reichen bis zu 1,0 m unter die Oberfläche. Die Breite der Kammer beträgt im Zugangsbereich etwa 1,5 m, was darauf hindeutet, dass Steine, die den Zugang verengt haben, abgängig sind. Die vorhandenen Steine befinden sich in situ.
Auf den Wandsteinen liegt ein Deckstein von 3,0 m Länge und einer Dicke von 0,60 bis 1,0 m. In den Deckstein wurden in der Bronzezeit zahlreiche Schälchen eingetieft. 
Die Anlage ist vollständig ausgeraubt worden. Eine Nachgrabung vor 1904 erbrachte den Nachweis der tief gegründeten Tragsteine. Die Funde bestanden aus zwei Pferdezähnen; einem verkohlten Röhrenknochen und zwei kleinen grauschwarzen, unverzierten Scherben.